# アリゴテ
アリゴテ（仏：Aligoté）は辛口白ワインに使われる白ブドウであり、特にフランスのブルゴーニュ地方で栽培される。ブルゴーニュに起源をもつと考えられており、18世紀末に最初の記録が残されている。寒さに耐性があることから東ヨーロッパの国々でも栽培されている。2004年では世界で45000ヘクタールの栽培面積があり、22番目に多く栽培されているブドウ品種であった。

## 概要
アリゴテは単一品種の白ワインの生産に使われるほか、ブルゴーニュ産のスパークリングワインであるクレマン・ド・ブルゴーニュではブレンドに用いられることもある。この品種を用いたAOCであるブルゴーニュ・アリゴテでは、最大15%のシャルドネをブレンドすることが認められている。伝統的に、カクテルのキールはアリゴテで造られたワインにクレーム・ド・カシスを加えて作る。アリゴテをブレンドに用いることで、酸とストラクチャーを補うことができる。サシーとのブレンドでは、この目的でアリゴテが使われる。
ブドウが熟すのは早く、収量は標準的である。酸は豊富であり、若い段階から飲むことができる。香りの要素としてはリンゴやレモンが挙げられる。クライヴ・コーツは、アリゴテをブルゴーニュで第二の重要性をもつ品種群に含まれると評しており、造られるワインは軽く若飲みに適しており、わずかにハーブの香りがあるほか、シャルドネと比べて酸は極めて多いとしている。ブーズロン村はこの品種から造られる最良のワインを産出するとみなされており、AOCブーズロンは収量を1ヘクタールあたり45hlに制限されているが、これはAOCブルゴーニュ・アリゴテの制限（1ヘクタールあたり60hl）よりも厳しい。

## 生産地域

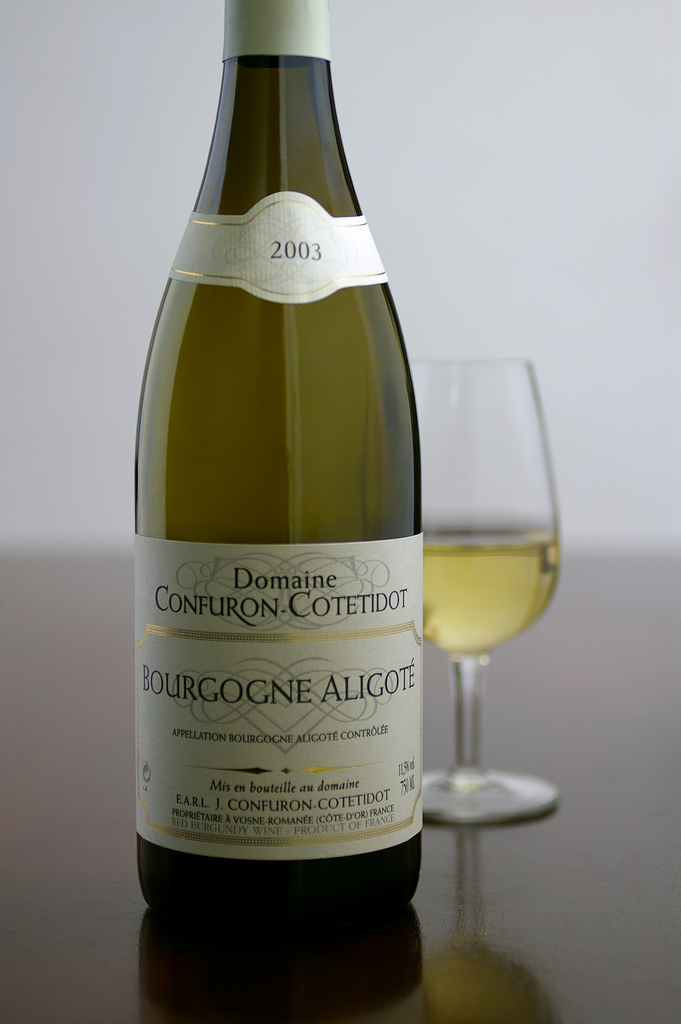
ブルゴーニュのアリゴテで造られたワイン

ブルゴーニュでは、シャルドネに次いで2番目に多く栽培されている白ブドウである。ただし、栽培面積の隔たりは大きく、シャルドネが12800ヘクタールであるのに対し、アリゴテは1700ヘクタール1,700ヘクタール (4,200エーカー)である。かつてはシャルドネに酸味を加えるためにシャルドネの間にアリゴテを植えるフィールドブレンドが行われたこともあったが、別々に栽培されるのが長きにわたって一般的である。アリゴテの栽培よりも他の高級品種が優先されることも多く、斜面の上端・下端など、ブドウ畑の中でも生産性の悪い場所に追いやられることもある。ブルゴーニュにおいてはこの品種は、コート・ドールでは国道74号線に隣接するのブドウ畑の端での栽培がみられる他、コート・シャロネーズやマコネで栽培される。ローヌ渓谷東部のディー周辺や、アルプ＝ド＝オート＝プロヴァンス県のピエールヴェールでもわずかに栽培されている。ブルゴーニュにおけるこの品種が用いられるAOCとしては、ブルゴーニュ・アリゴテとブーズロンがある。
ウクライナ、ブルガリア、ルーマニア、スイス、モルドバといった東ヨーロッパの国でも生産されている。ブルガリアでは豊富な酸がブレンドに適していると称賛されており、栽培面積は発祥地であるブルゴーニュの倍以上となっている。主な栽培地域はスタラ・ザゴラ州のチルパン周辺である。ロシアでは、黒海沿岸のゲレンジーク周辺でこの品種からなるスパークリングワインが造られている。
世界的には、アリゴテは比較的栽培例の少ない品種である。オーストラリアのワイナリーでは栽培されてはいるものの、量は極めて少ない。アメリカでは寒冷な気候に強いこともありワシントン州で栽培されているほか、カリフォルニア州でも主にブレンド用として栽培されている。チリでも僅かながら実験的に栽培されている。カナダでは、ナイアガラのシャトー・ド・シャルムが栽培を行っている。

## 起源
DNA型鑑定により、アリゴテはピノ・ノワールとグーエ・ブランの交配によって生まれたことが分かった。これはアリゴテがブルゴーニュないしは近傍のフランス東部に起源をもつこととも整合している。